# Corsier
Corsier – gmina (fr. commune; niem. Gemeinde) w Szwajcarii, w kantonie Genewa. Leży nad Jeziorem Genewskim.  

## Demografia
W Corsier mieszka 2 295 osób. W 2020 roku 30,2% populacji gminy stanowiły osoby urodzone poza Szwajcarią.

## Transport
Przez teren gminy przebiegają drogi główne nr 105 i nr 113.